# Crocidium phaenochilum
Crocidium phaenochilum är en tvåvingeart som beskrevs av Hesse 1938. Crocidium phaenochilum ingår i släktet Crocidium och familjen svävflugor. Inga underarter finns listade i Catalogue of Life.